# 薩氏鬚鰍
薩氏鬚鰍（學名：Barbatula sawadai）為輻鰭魚綱鯉形目條鰍科鬚鰍屬的其中一種。分布於亞洲蒙古及俄羅斯的色楞格河流域，體長可達15公分，棲息在礫石底質的底層水域，生活習性不明。

## 扩展阅读
維基物種上的相關：薩氏鬚鰍